# Arkharavia heterocoelica
Arkharavia heterocoelica Alifanov and Bolotsky, 2010 è un dinosauro erbivoro appartenente agli ornitopodi. Visse nel Cretacico superiore (Maastrichtiano, circa 70 milioni di anni fa). I suoi resti fossili sono stati ritrovati in Russia orientale, nella regione dell'Amur.

## Descrizione
L'esemplare tipo consiste in un singolo dente e in alcune vertebre della parte iniziale della coda. Le vertebre sono piuttosto insolite in quanto sono debolmente eterocele (da qui il nome specifico heterocoelica), ovvero presentano il centro vertebrale con la superficie articolare a forma di sella. L'aspetto di questo dinosauro doveva essere quello di un erbivoro semibipede dalle possenti zampe posteriori e dal cranio dotato di un becco. 

## Paleobiologia
È probabile che Arkharavia vivesse in una pianura alluvionale che un tempo costituiva la regione dell'Amur. Negli stessi luoghi vivevano numerosi altri dinosauri erbivori, principalmente dinosauri a becco d’anatra. Tra questi, da ricordare i lambeosauri Amurosaurus, Olorotitan e Charonosaurus, e gli adrosauri Kerberosaurus e Wulagasaurus.

## Classificazione
Descritto per la prima volta nel 2010, Arkharavia è stato dapprima considerato un rappresentante dei titanosauri, un gruppo di sauropodi tipici del Cretaceo e vissuti principalmente nei continenti meridionali. Le vertebre, secondo lo studio in cui venne descritto il genere, portavano una notevole somiglianza con quelle di Chubutisaurus, un altro titanosauro vissuto qualche milione di anni prima in Sudamerica. 
In seguito, un nuovo studio venne effettuato sui resti fossili (Godefroit et al., 2011): nella pubblicazione si è determinato che le vertebre, in realtà, appartenevano a un dinosauro a becco d'anatra (adrosauride).